# Eduardo Mourinha
Eduardo Mourinha, de son nom complet Eduardo Mário Mourinha de Almeida, est un footballeur portugais né le 29 décembre 1908 à Oeiras et mort le 31 mars 1990. Il évoluait au poste d'attaquant.

## Biographie

### En club
Eduardo Mourinha est joueur du Sporting Portugal dans les années 1930.
Avec le Sporting, il est notamment Champion de Lisbonne en 1931.
De 1933 à 1935, il est joueur du Ginásio Figueirense.

### En équipe nationale
International portugais, il reçoit une unique sélection en équipe du Portugal : le 31 mai 1931, il joue une rencontre amicale contre la Belgique (victoire 3-2 à Lisbonne).

## Palmarès
Sporting
- Championnat de Lisbonne (5) :
  - Champion : 1930-31.